# عبد الله بن حمد العطية
السيد عبد الله بن حمد العطية
نائب رئيس مجلس وزراء دولة قطر ولد عام 1952م.

## المؤهل الأكاديمي
- حاصل على درجة البكالوريوس من جامعة الإسكندرية-جمهورية مصر العربية عام 1976م.

## الخبرات العملية
- 1972م عمل بوزارة المالية والبترول.
- 1973-1986م رئس قسم العلاقات الدولية والعامة بوزارة المالية والبترول.
- 1986-1989م كان مدير مكتب وزير المالية والبترول .
- 1989-1992م كان مدير مكتب وزير الداخلية ووزير المالية والبترول بالإنابة.
- 1987-1995م كان نائب الرئيس في شركة اتصالات قطر «كيوتل».
- سبتمبر 1992م عين وزير الطاقة والصناعة ورئيس مجلس إدارة قطر للبترول.
- 1975م رئيس شركة الخليج للمروحيات.
- 1986م يتمتع بعضوية مجلس الإدارة بشركة طيران الخليج.
- يناير 1999م عين وزير الطاقة والصناعة والكهرباء والماء
- في 16 سبتمبر 2003 م تم تعيينه نائب ثاني لرئيس مجلس الوزراء مع احتفاظه بمنصبه كوزير للطاقة والصناعة.
- في 3 ابريل 2007 م تم تعيينه نائبا لرئيس مجلس الوزراء مع احتفاظه بمنصبه كوزير للطاقة والصناعة.
- في 18/01/2011 تم تعيينه رئيسا للديوان الأميري مع أحتفاظه بمنصبه نائبا لرئيس مجلس الوزراء

## مناصب أخرى
- رئيس نادي السد الرياضي سابقاً.
- رئيس جمعية هواة اللاسلكي.
- رئيس لجنة تطوير الموارد وترشيد الإنفاق.